# Estado de alarma
El estado de alarma es un régimen excepcional que se declara para asegurar el restablecimiento de la normalidad de los poderes en una sociedad.

## En España
El Gobierno de España, en uso de las facultades que le otorga el artículo 116.2 de la Constitución, puede declarar el estado de alarma en todo o parte del territorio nacional cuando se produzca una alteración grave de la normalidad (catástrofes naturales, crisis sanitarias, desabastecimiento de productos de primera necesidad, paralización de servicios públicos esenciales).
El estado de alarma se declara por el Gobierno mediante decreto acordado en Consejo de Ministros por un plazo máximo de 15 días, dando cuenta al Congreso de los Diputados, reunido inmediatamente al efecto y sin cuya autorización no podrá ser prorrogado dicho plazo, y establecerá el alcance y condiciones vigentes durante la prórroga. El decreto determinará el ámbito territorial a que se extienden los efectos de la declaración.
El artículo 11 de la Ley Orgánica 4/1981, de 1 de junio, de los estados de alarma, excepción y sitio establece que al declarar el estado de alarma el Gobierno tendrá potestad para: limitar la circulación en horas y lugares determinados, requisar temporalmente bienes, intervenir y ocupar transitoriamente industrias, limitar el uso de servicios o el consumo de artículos de primera necesidad e impartir las órdenes necesarias para asegurar el abastecimiento.
En España se ha decretado cuatro veces el estado de alarma. La primera vez fue el estado de alarma de 2010 por la crisis de los controladores aéreos. En 2020 debido a la pandemia de coronavirus se declaró el estado de alarma tres veces: el estado de alarma nacional de marzo a junio, el estado de alarma en Madrid en octubre y el estado de alarma nacional en octubre.

## En Venezuela
En Venezuela el estado de alarma está contemplado en la «Ley Orgánica sobre Estados de Excepción» (sic), promulgada de acuerdo al Título VIIIqCapítulo II de la Constitución vigente. En el artículo 337 de dicha Carta Magna especifica una limitación a los derechos fundamentales de los ciudadanos de manera temporal, en el artículo siguiente también restringe dicho período a un máximo de 30 días, prorrogable hasta por 30 días más.
El 13 de marzo de 2020 en la Gaceta Oficial, ejemplar Extraordinario, n.° 6519 se emitió el Decreto 4160 para atender la emergencia sanitaria ocasionada por el coronavirus (COVID-19). En dicho decreto se faculta al poder ejecutivo a restringir la libre circulación como medida de contención a esta enfermedad (art. 7), el uso obligatorio de mascarillas (art. 10) y la suspensión de vuelos aéreos (art. 15), entre otras medidas.